# Epiplema
Epiplema är ett släkte av fjärilar. Epiplema ingår i familjen Uraniidae.

## Bildgalleri

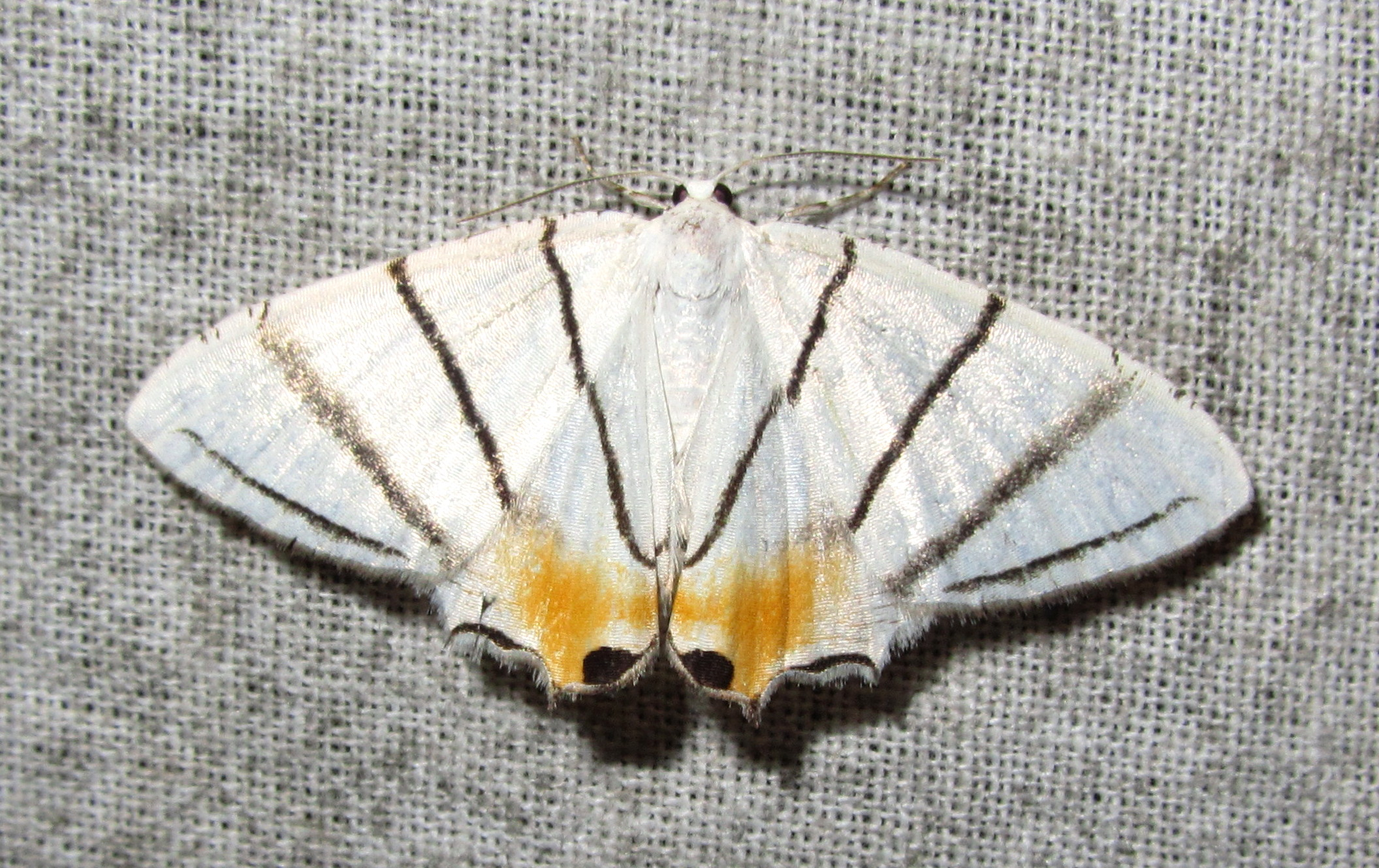

## Dottertaxa tillEpiplema, i alfabetisk ordning[1]
- Epiplema acinacidaria
- Epiplema acutangularia
- Epiplema adamantina
- Epiplema adjectaria
- Epiplema adornata
- Epiplema aeolis
- Epiplema aequisecta
- Epiplema alabastraria
- Epiplema albida
- Epiplema albidaria
- Epiplema albiocellata
- Epiplema albipennaria
- Epiplema albipunctata
- Epiplema ambusta
- Epiplema amoena
- Epiplema amorata
- Epiplema amygdalipennis
- Epiplema angulata
- Epiplema anomala
- Epiplema ansorgei
- Epiplema apicalis
- Epiplema arcuata
- Epiplema arenosa
- Epiplema argentisparsa
- Epiplema argillodes
- Epiplema arizana
- Epiplema asinina
- Epiplema atrifasciata
- Epiplema atrilinea
- Epiplema aurata
- Epiplema auroguttata
- Epiplema azela
- Epiplema baligrodana
- Epiplema baliocosma
- Epiplema barbara
- Epiplema basipuncta
- Epiplema becki
- Epiplema bellissima
- Epiplema bicaudata
- Epiplema bicolor
- Epiplema bidens
- Epiplema bidentata
- Epiplema bilineata
- Epiplema bipartaria
- Epiplema bipunctigera
- Epiplema birostrata
- Epiplema bistrigata
- Epiplema boarmiata
- Epiplema brunnea
- Epiplema buruana
- Epiplema caerulimargo
- Epiplema caesia
- Epiplema caesiogrisea
- Epiplema caligata
- Epiplema canibrunnea
- Epiplema carbo
- Epiplema carilla
- Epiplema carmona
- Epiplema casbiata
- Epiplema cassera
- Epiplema castanea
- Epiplema catenigera
- Epiplema cerataria
- Epiplema certiorata
- Epiplema cervinaria
- Epiplema chalybeata
- Epiplema chremesaria
- Epiplema cinerella
- Epiplema clathrata
- Epiplema coelisparsa
- Epiplema coeruleodisca
- Epiplema coeruleotincta
- Epiplema columba
- Epiplema columbaris
- Epiplema columbicolor
- Epiplema commixtata
- Epiplema conchiferata
- Epiplema concinnula
- Epiplema configurata
- Epiplema conflictaria
- Epiplema confuscata
- Epiplema coronaria
- Epiplema costilinea
- Epiplema cretacea
- Epiplema cretistriga
- Epiplema cretosa
- Epiplema curvilinea
- Epiplema dadanti
- Epiplema dealbata
- Epiplema delicatula
- Epiplema demptaria
- Epiplema denigrata
- Epiplema dentifera
- Epiplema deolis
- Epiplema desistaria
- Epiplema despecta
- Epiplema detecta
- Epiplema detersaria
- Epiplema diffiniaria
- Epiplema discata
- Epiplema distincta
- Epiplema diversipennis
- Epiplema dobboensis
- Epiplema draco
- Epiplema dryopterata
- Epiplema edentata
- Epiplema enthearia
- Epiplema equinata
- Epiplema erasaria
- Epiplema erosiata
- Epiplema eupeplodes
- Epiplema evanescens
- Epiplema everetti
- Epiplema excludaria
- Epiplema excoria
- Epiplema exornata
- Epiplema exornatoria
- Epiplema exprimataria
- Epiplema exsanguis
- Epiplema facilis
- Epiplema falcata
- Epiplema falcigera
- Epiplema ferraria
- Epiplema figuraria
- Epiplema flavicata
- Epiplema flavida
- Epiplema flavigutta
- Epiplema flavistriga
- Epiplema flexifascia
- Epiplema focilloides
- Epiplema foedicosta
- Epiplema fucina
- Epiplema fulvata
- Epiplema fulvigrisea
- Epiplema fulvihamata
- Epiplema fulvilinea
- Epiplema fulvitincta
- Epiplema funesta
- Epiplema furcillata
- Epiplema fuscata
- Epiplema fuscifrons
- Epiplema grisea
- Epiplema guttata
- Epiplema hapala
- Epiplema hians
- Epiplema himala
- Epiplema himerata
- Epiplema holosticta
- Epiplema hyperbolica
- Epiplema ignefumata
- Epiplema ignefusa
- Epiplema illineata
- Epiplema illiturata
- Epiplema illota
- Epiplema illotata
- Epiplema imella
- Epiplema incendiata
- Epiplema incisaria
- Epiplema inclarata
- Epiplema incolorata
- Epiplema incongrua
- Epiplema indignaria
- Epiplema inelegans
- Epiplema ineptaria
- Epiplema inez
- Epiplema inhians
- Epiplema innocens
- Epiplema inquinata
- Epiplema insolita
- Epiplema instabilata
- Epiplema integrata
- Epiplema integratissima
- Epiplema intervenata
- Epiplema kinabalua
- Epiplema labecula
- Epiplema lacerataria
- Epiplema lacteata
- Epiplema leucosema
- Epiplema leucospilaria
- Epiplema lignicolor
- Epiplema lilacina
- Epiplema lituralis
- Epiplema lomalangi
- Epiplema lucinotata
- Epiplema lucisquamata
- Epiplema lustrata
- Epiplema lypera
- Epiplema mamillata
- Epiplema melanosticta
- Epiplema mixtilinea
- Epiplema moratoria
- Epiplema moza
- Epiplema nana
- Epiplema negro
- Epiplema nictitans
- Epiplema nigricans
- Epiplema nigrifrons
- Epiplema nigrocapitata
- Epiplema nigrocupreata
- Epiplema nigrodorsata
- Epiplema nigromaculata
- Epiplema nigropustulata
- Epiplema nivea
- Epiplema niveinotata
- Epiplema niveipuncta
- Epiplema nivosaria
- Epiplema nubifasciaria
- Epiplema nymphaeata
- Epiplema obliquefascia
- Epiplema obliteraria
- Epiplema obliviaria
- Epiplema obvallataria
- Epiplema ocalea
- Epiplema ochreofumosa
- Epiplema ochrimedia
- Epiplema oculifera
- Epiplema ocusta
- Epiplema okinawana
- Epiplema oliviaria
- Epiplema opigena
- Epiplema oppositata
- Epiplema ora
- Epiplema oriocharis
- Epiplema ornata
- Epiplema oxytypa
- Epiplema oyamana
- Epiplema pallidistriata
- Epiplema pallifrons
- Epiplema paradeicta
- Epiplema particolor
- Epiplema parvaria
- Epiplema parvula
- Epiplema paucifera
- Epiplema pauxillata
- Epiplema pectinicornis
- Epiplema perclarata
- Epiplema perpolita
- Epiplema perpulchra
- Epiplema petasitis
- Epiplema plagifera
- Epiplema planilinea
- Epiplema plicata
- Epiplema poecilaria
- Epiplema polei
- Epiplema praeflorata
- Epiplema proclivaria
- Epiplema pseudobidens
- Epiplema pseudomoza
- Epiplema pulveralis
- Epiplema pulverea
- Epiplema punctata
- Epiplema puncticulosa
- Epiplema purpurata
- Epiplema quadricaudata
- Epiplema quadripunctata
- Epiplema quadristrigata
- Epiplema quadruncata
- Epiplema rapha
- Epiplema raripuncta
- Epiplema rectangularia
- Epiplema rectilinea
- Epiplema rectimarginata
- Epiplema reducta
- Epiplema repandaria
- Epiplema restricta
- Epiplema retracta
- Epiplema reversata
- Epiplema rhacina
- Epiplema rostrifera
- Epiplema rotunda
- Epiplema rotundata
- Epiplema rufimargo
- Epiplema rufula
- Epiplema ruptaria
- Epiplema ruptifascia
- Epiplema saccata
- Epiplema scabra
- Epiplema schematica
- Epiplema schidacina
- Epiplema scissata
- Epiplema scripta
- Epiplema secutaria
- Epiplema semibrunnea
- Epiplema semifulva
- Epiplema semipicta
- Epiplema sigillata
- Epiplema signifera
- Epiplema similaria
- Epiplema similata
- Epiplema simmondsi
- Epiplema simplex
- Epiplema smarti
- Epiplema sordida
- Epiplema sparsipunctata
- Epiplema spissata
- Epiplema sponsa
- Epiplema sporocosma
- Epiplema sreapa
- Epiplema stereogramma
- Epiplema stigmatalis
- Epiplema straminea
- Epiplema styx
- Epiplema subalbata
- Epiplema subdistincta
- Epiplema subflavida
- Epiplema subpatulata
- Epiplema subproximans
- Epiplema subrufa
- Epiplema subsignaria
- Epiplema subtruncata
- Epiplema suffusa
- Epiplema suisharyonis
- Epiplema sulcata
- Epiplema taminata
- Epiplema tenebrosa
- Epiplema thiocosma
- Epiplema transgrisea
- Epiplema triangulifera
- Epiplema tristis
- Epiplema triumbrata
- Epiplema truncataria
- Epiplema turbidaria
- Epiplema turbinata
- Epiplema umbrimargo
- Epiplema unangulata
- Epiplema urapterygia
- Epiplema ustanalis
- Epiplema ustiplaga
- Epiplema vacuata
- Epiplema varisaria
- Epiplema warreni
- Epiplema warreniana
- Epiplema veninotata
- Epiplema vermiculata
- Epiplema vialactea
- Epiplema wilemani
- Epiplema vinculata
- Epiplema wollastoni
- Epiplema vulpecula